# Estação Couto Fernandes
A Estação Couto Fernandes é uma estação de metrô integrante da Linha 1–Vermelha (Linha Sul) do Metrô de Fortaleza, operada pela Companhia Cearense de Transportes Metropolitanos (Metrofor).
Localiza-se na Avenida José Bastos, nº 4655, no bairro Demócrito Rocha, em Fortaleza, capital do Estado do Ceará, Brasil. No seu entorno se localizam equipamentos como a Casa da Mulher Brasileira do Ceará, o prédio do Instituto Nacional de Colonização e Reforma Agrária (INCRA), e o Instituto Municipal de Desenvolvimento de Recursos Humanos (IMPARH).
De acordo com dados da Companhia Cearense de Transportes Metropolitanos, a estação registrou 160.372 passageiros em 2023, o que representa uma média mensal de aproximadamente 13.364 usuários.

## Histórico

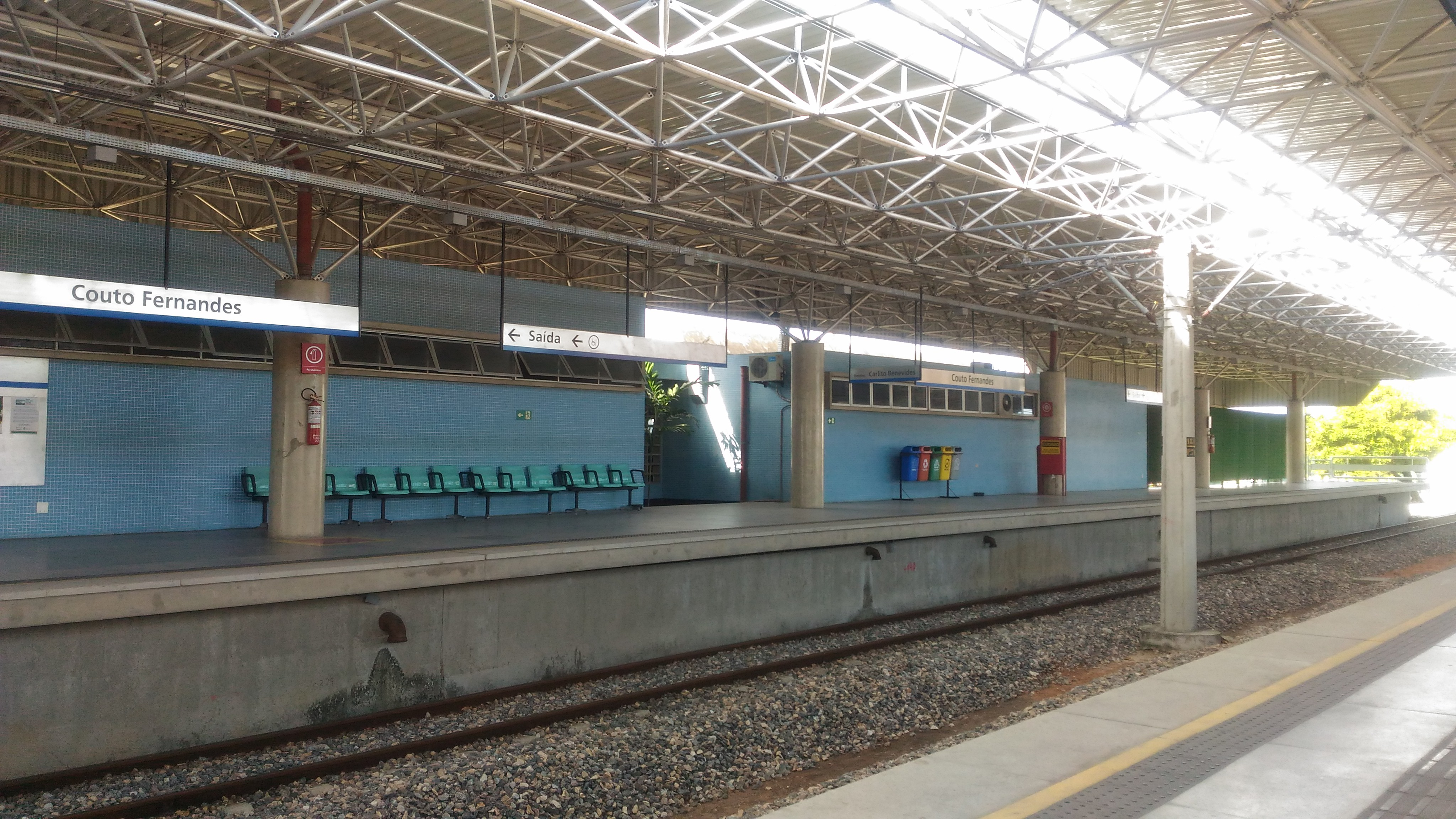
Plataformas da estação.

A estrutura original da estação foi inaugurada pela Rede de Viação Cearense (RVC) no dia 1 de agosto de 1940 com o nome de estação ferroviária do quilômetro 8. Posteriormente a estação foi renomeada com o nome de Henrique Eduardo Couto Fernandes, inspetor de estradas de ferro e administrador da RVC entre 1915 é 1922.
O prédio original da estação em alvenaria foi demolido em 1980, é a 300 metros adiante foi construída uma nova estrutura para atender ao serviço de trens suburbanos de Fortaleza. A então estrutura foi desativada em 11 de maio de 2009 para dar continuidade a construção da Linha Sul do metrô.
 

A estrutura atual da estação foi projetada em 1998 juntamente com o projeto de construção da primeira Linha de Metrô da capital. A Linha Sul aproveitaria boa parte do traçado da antiga linha do sistema de trens urbanos de Fortaleza, com exceção do trecho subterrâneo, que fora planejado para melhor atender o centro da capital cearense. A construção da nova linha começou de fato em meados de 1999. 

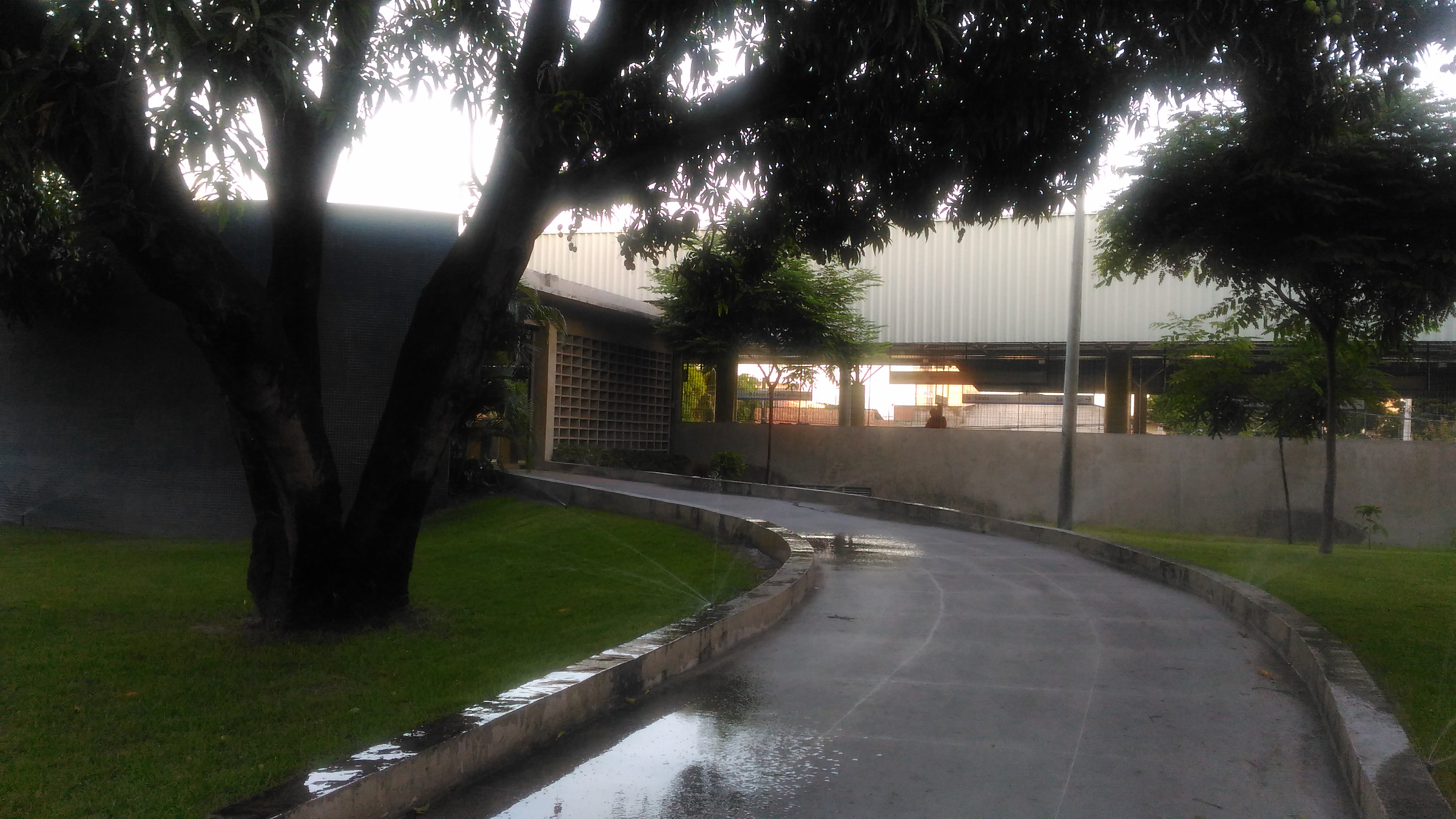
Acesso a estação pela avenida José Bastos.

A obra enfrentou diversos problemas, como paralisações e falta de recursos. A primeira suspensão ocorreu ainda em setembro de 2002 pelo contingenciamento de recursos do governo federal, retornando somente em março de 2004. Uma nova redução no ritmo das obras ocorre 2005, e o governo federal libera R$ 22 milhões dos R$ 61,5 milhões previstos para a construção. Em 2007 o Governo federal lança o PAC (Programa de Aceleração do Crescimento) e viabiliza recursos para a Linha Sul.
A estrutura atual foi inaugurada no dia 28 de Agosto de 2012, juntamente com as estações Porangabussu e Benfica, mas só foi aberta a população no dia 1 de outubro de 2012.

## Características

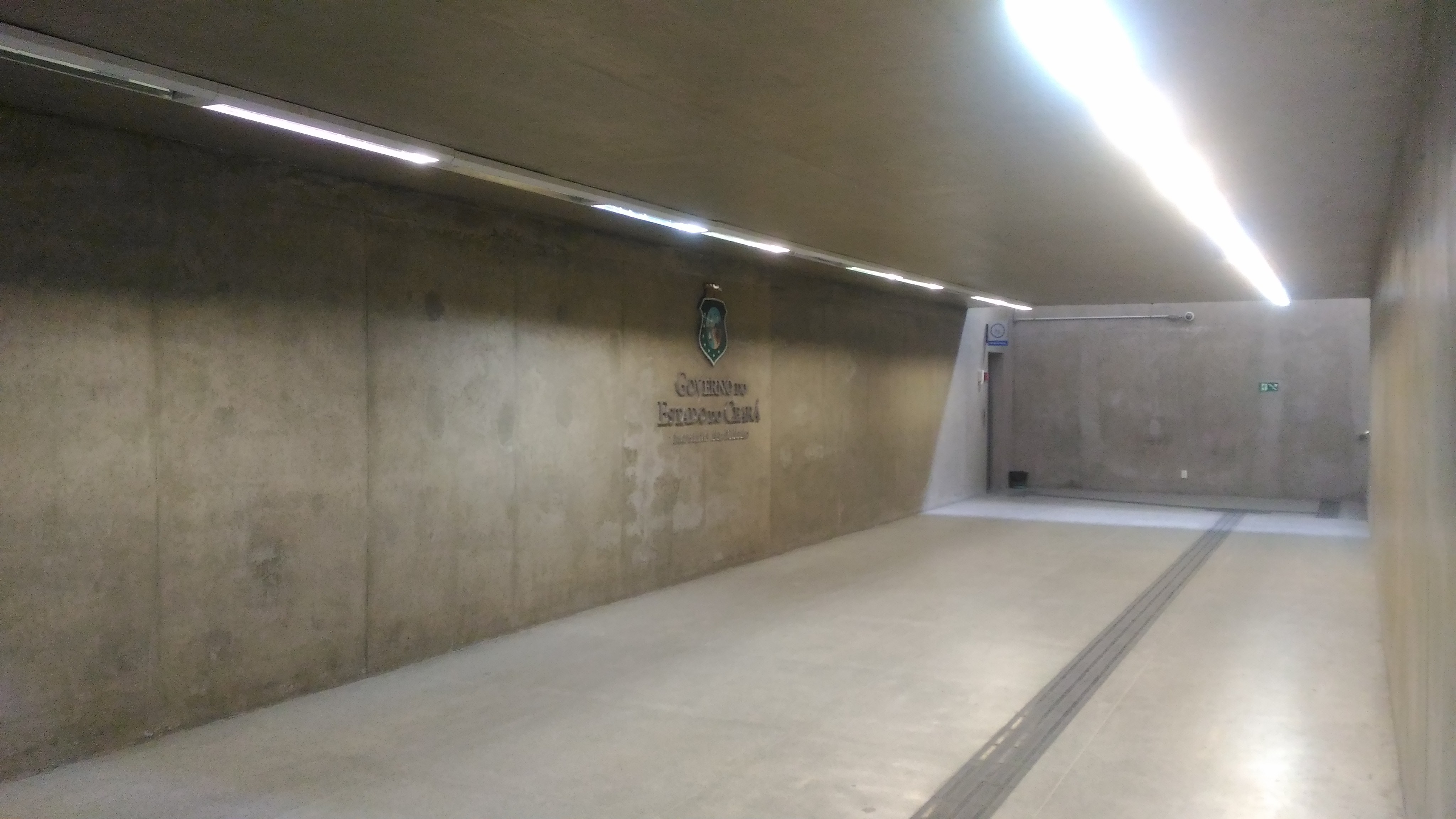
Túnel de ligação entre as plataformas.

Estação de superfície, com plataformas laterais e estruturas em concreto aparente.
Possui em seu interior mapas de localização, sistemas de sonorização, telas de LED em ambas as plataformas que mostram os destinos de trens, horário de chegada da próxima composição além de outras informações e mensagens como o horário de funcionamento do metrô de Fortaleza e informações de utilidade publica, além de possuir acessos e toda a estrutura para pessoas portadoras de deficiência.
Com um modelo diferenciado, Couto Fernandes é a única estação com plataformas laterais entre as estações de superfície da Linha Sul do metrô de Fortaleza, possuindo um túnel por baixo da linha férrea ligando as duas plataformas.

### Acessos
O acesso a estação é realizado por meio de uma rampa do lado da avenida José Bastos que dirige o usuário ao nível de bloqueios, localizado ao mesmo nível das plataformas. Após passar pelo bloqueios o usuário tem acesso a plataforma no sentido Carlito Benevides localizado do lado esquerdo da estação, utilizado uma escada fixa ou os elevadores o passageiro é direcionado para um túnel de acesso levando o mesmo até plataforma sentido Central–Chico da Silva, localizada do lado direito da estação.

### Acessibilidade
A estação dispõe de elevadores, piso tátil, mapa tátil e avisos sonoros que garantem acesso e boa utilização do metrô a todos os cidadãos, incluindo aqueles que possuem alguma deficiência ou estão com mobilidade reduzida por qualquer razão. Além disso, as equipes presentes na estação, compostas por agentes de estação e vigilantes, recebem treinamento especializado para ajudar no embarque e desembarque desses passageiros, e estão sempre atentos para oferecer ajuda a quem necessitar.
É também garantido gratuidade às pessoas com deficiência que estejam dentro dos critérios legais para usufruir deste benefício. Para isso, é necessário apresentar, na estação, o Cartão Gratuidade Pessoa com Deficiência, emitido pela Empresa de Transporte Urbano de Fortaleza (Etufor).